# طيران جرينلاند
طيران جرينلاند (بالإنجليزية: Air Greenland)‏، هي شركة الطيران الناقلة في جرينلاند تملكها حكومة جرينلاند بالكامل. وتشغل الشركة أسطولاً من 28 طائرة، منهم طائرة واحدة تستخدم للرحلات عبر المحيط الأطلنطي والرحلات المستأجرة و9 طائرات ثابتة الجناحين تخدم الوجهات المحلية و18 مروحية تخدم المجتمعات العمرانية الصغيرة داخل البلاد. وتُشغل الشركة رحلات إلى المستوطنات البعيدة بالاتفاق مع حكومة جرينلاند.
تأسست الشركة عام 1960، وبدأت أول خدماتها بالطائرات المائية الأمريكية بي بي واي كاتالينا. وسعت الشركة أسطولها في عقدها الأول لتشمل مروحيات دي إتش سي 3 ذات المحرك الواحد وكذلك مروحيات سيكورسكي إس 61. واعتمدت معظم الرحلات الجوية على المروحيات إلى أن بدأت جرينلاند ببناء مطارات قصيرة المدرج للإقلاع والهبوط، وكان هذا مكلف للغاية في البداية وتزامن مع حاجة الشركة لأسطول جديد من المروحيات الحديثة أمثال دي إتش 7 المصممة لتناسب الظروف المناخية القاسية في جرينلاند، وهي من الأسباب المؤدية لأن تكون رسوم طيران جرينلاند من أعلى الرسوم في العالم.
تحسنت مصداقية الشركة في التسعينيات مع زيادة دقة مواعيد الرحلات الجوية وتوسع شبكة المطارات المحليّة مع التزايد المستمر لاستخدام طائرات جيدة من نوع داش 7، كل هذا جعل الطيران في جرينلاند أقل تقيداً بالأحوال الجوية. حصلت الشركة في نهاية عقد التسعينيات على طائرة بوينج 757 نفاثة ثنائية المحرك وإيرباص 330 استخدمت على خط مباشر مع كوبنهاغن. أصبحت طيران جرينلاند تنافس طيران أيسلندا على الخدمة الجوية والرحلات المحلية في شرق البلاد مع بداية القرن الواحد والعشرين.
تدعم الشركة محطات الأبحاث البعيدة التي تتمركز غالباً فوق الغطاء الجليدي الجرينلاندي، وكذلك تدعم عمليات التعدين وصناعاتها، كذلك تسمح بالمشاركة في عمليات الرعاية الطبية في حالات الطوارئ، كل ذلك بجانب تقديم الخدمات للسياح. لطيران جرينلاند وكالة سفريات تختص بالخدمات السياحية وتنشيط السياحة لدعم اقتصاد البلاد.

## تاريخ

### عقد 1960

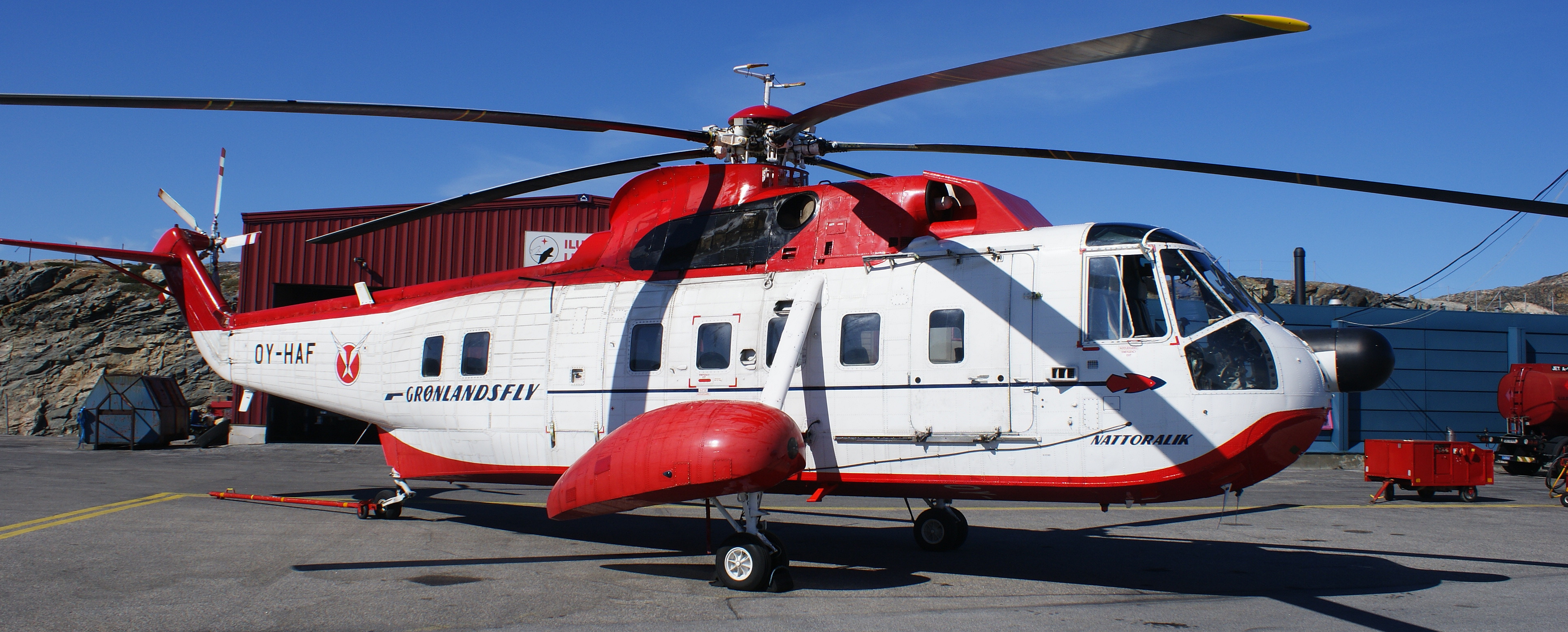
دخلت مروحية سيكورسكي إس-61 الخدمة عام 1965.

أسست الخطوط الجوية الإسكندنافية وشركة إيفتوت الدنماركية للتعدين شركة جرونلاندزفلاي (بالدنماركية: Grønlandsfly) في 7 نوفمبر 1960. وكانت الشركتان متشاركين في التنقيب عن الكرايوليت في إيفيتوت لذا أسسا الشركة لتوفير خدمات النقل والخدمات اللوجستية لأربع قواعد رادار أمريكية في جرينلاند. استحوذ على الشركة في عام 1962 مجلس مقاطعة جرينلاند (الآن هي حكومة الحكم الذاتي في جرينلاند) وقسم الإدارة التجارية الملكية بجرينلاند (جرينلاند للتجارة).
شُغلت الرحلات الأولى لخدمة القواعد الأمريكية في جرينلاند باستخدام طائرات دي هافيلاند كندا دي إتش سي 3 أوتر ومروحيات سيكورسكي إس 55 التي كانت مستأجرة من كندا. استخدمت طيران جرونلاندزفلاي طائرات بي بي واي كاتالينا ودي هافيلاند كندا دي إتش سي 6 توين أوتر على الخطوط الداخلية بعد حادث تحطم في عام 1961. واحدة من مروحيات الكاتالينا تحطمت بعد ذلك عام 1962. دخلت دوغلاس دي سي-4 في أسول الشركة في عام 1956 لتكون الطائرة الكبيرة الأولى في الأسطول. تبع ذلك جلب مروحيات سيكورسكي إس 55 والتي ظلت تخدم تخدم مجتمع بلدية كوياليك في جنوب جرينلاند على مدار العام حتى عام 2010، وكذلك البلدات الواقعة على خليج ديسكو خلال فصل الشتاء.

### عقد 1970

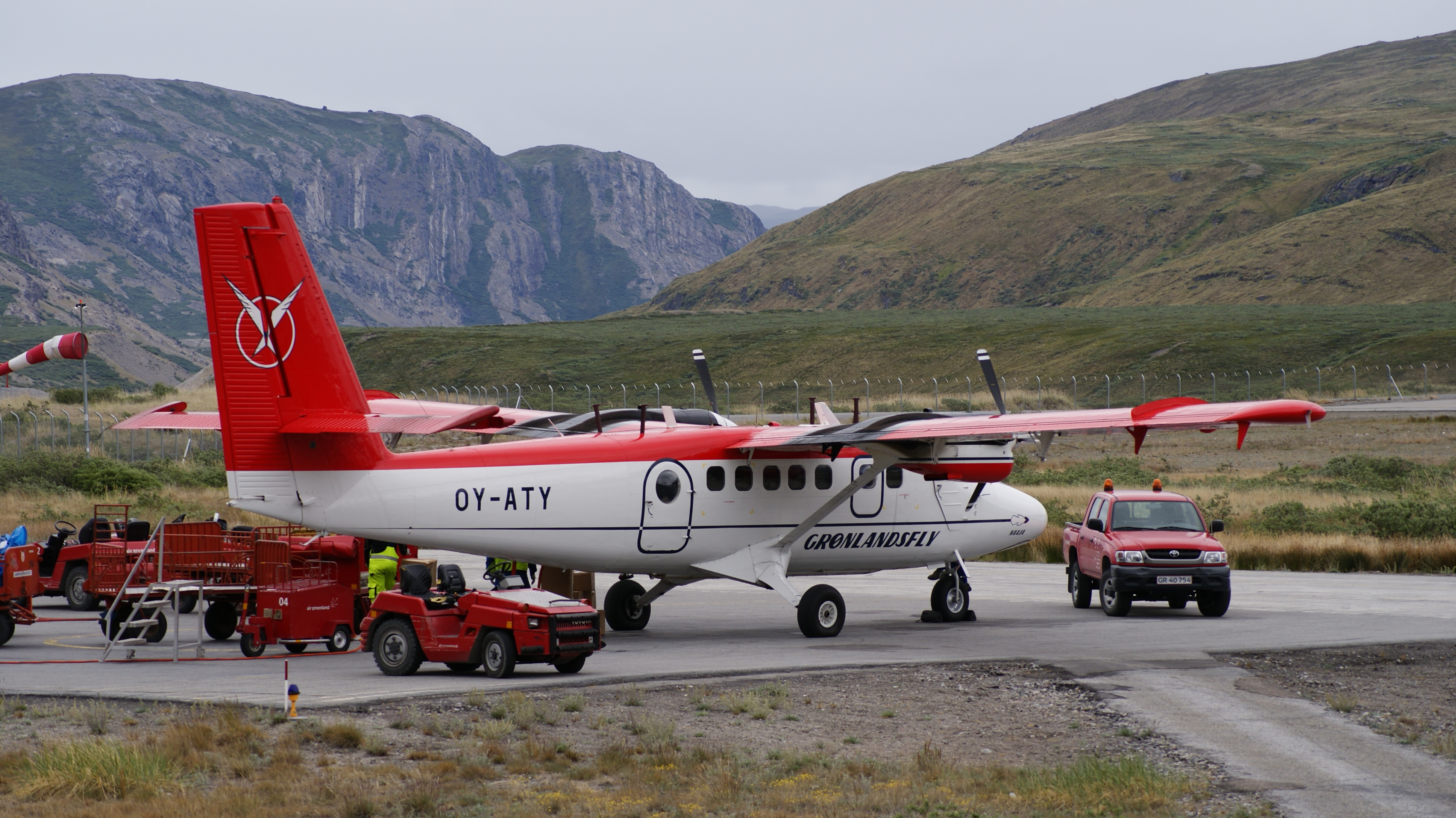
طائرة دي إتش سي 6.

حدثت الشركة أسطولها في عقد السبعينيات فاستبدلت طائرات دي سي 4 إلى دي سي 6 الأحدث منها. وركزت في الأساس على توسيع أسطولها من المروحيات بشراء خمسة مروحيات إس 61 إس بحلول عام 1972، وذلك لخدمة شرق البلاد مع إنشاء نقطة تمركز في تاسيلاك. اشترت الشركة مروحية بيل 206 إس لخدمة مناجم التعدين في ماموريليك بمضيق أوماناك. عقدت جرونلاندزفلاي اتفاقية مع الحكومة الدنماركية للقيام بمهام استطلاع بشأن الجليد في بحر جرينلاند.
تخطت جرونلاندزفلاي حاجز 60,000 راكب سنوي في نهاية عام 1979. وهم أكثر من تعداد سكان جرينلاند نفسها. كما افتُتِحت خط الطيران الدولي الأول بين نوك عاصمة جرينلاند ومدينة إيكالويت شمال كندا في نفس العام، ولكن كانت معظم رحلات الخط خالية من الركاب، فأغلق الخط بعد 13 عاماً من افتتاحه.

### عقد 1980

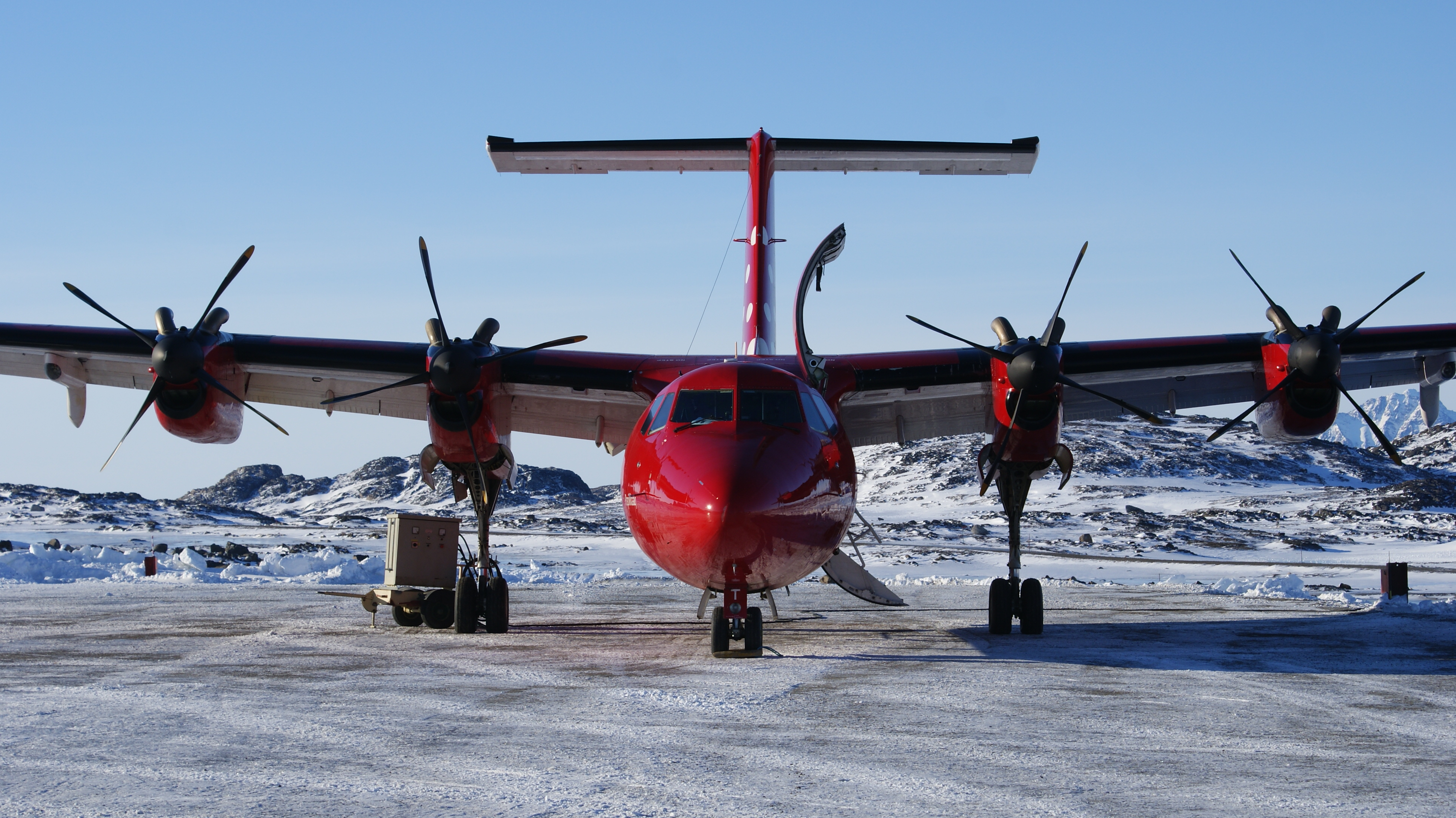
طرازات 102 و103 من داش 7 التي استخدمتها الشركة.

أعطت مملكة الدنمارك ميزة الحكم الذاتي لجرينلاند عام 1979 حفز هذا الأمر من الاستثمار السريع في إنشاء شبكة إقليمية من المطارات المبنية في جميع أنحاء البلاد مع الإبقاء على المطارات الصغيرة ومهابط للطائرات في نوك وإيلوليسات وكولوسوك. بُنيت هذه المطارات في وقت سريع دون إزالة الجليد بشكل دوري، سبب هذا الأمر إشكاليات عديدة خصوصاً في فصل الشتاء سببت في تأخير في الرحلات ومن ثم خسائر للشركة. وقد شهد هذا العقد أيضاً تدريب وتوظيف طيارين جدد من عرقية كالاليت [الإنجليزية] الأصليين.
اشترت جرونلاندزفلاي طائرات داش 7 التي تناسب أجواء جرينلاند التي تتميز بسوء أحوالها معظم الوقت. تسلمت الشركة أول دفعة في 29 سبتمبر 1979 وباقي الدفعات تسلمتها خلال عقد الثمانينات. ظلت تعمل هذا الطائرات حتى عام 2010 على كل المطارات باستثناء مطار نيرليريت إنات القريب من إتوكورتورميت؛ والتي تشغله شركة طيران أيسلندا بموجب إتفاق مع حكومة الحكم الذاتي في جرينلاند.
افتتحت جرونلاندزفلاي خط الطيران الأول لها إلى أيسلندا في عام 1981، وربطت مطار ريكيافيك بمركز عملياتها الرئيسي في مطار كانجرلوسواك عبر مطار كولوسوك.  افتتحت الشركة خط طيران إلى كيفلافيك في عام 1986 لكسر احتكار الخطوط الجوية الإسكندنافية للرحلات الجوية بين جرينلاند والدنمارك والتي كانت تطير إلى كيفلافيك ومن ثم تطير طائرات طيران آيسلندا إلى كوبنهاغن. وظف الخط الجديد أكثر من 400 جرينلاندي ونقل أكثر من 100,000 مسافر سنوياً في عام 1989.

### عقد 1990

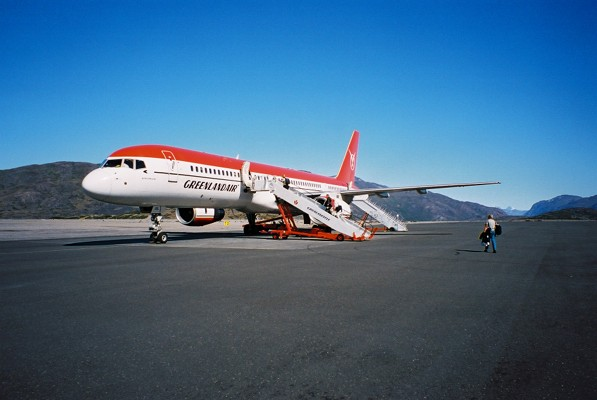
أول طائرة نفاثة بطيران جرينلاند من طراز بوينج 757-200.

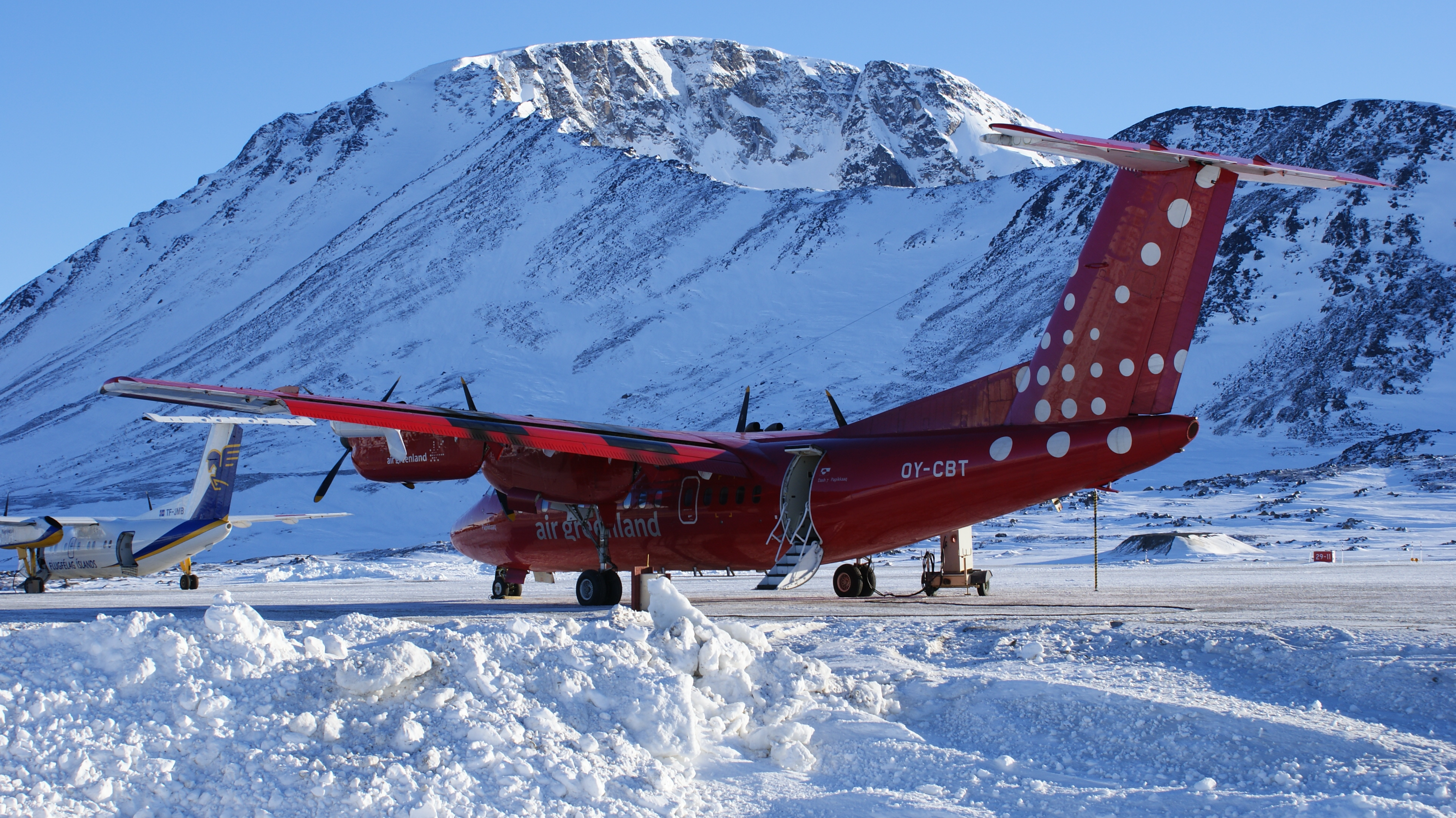
تسلمت طيران أيسلندا إدارة الخط بين مطار كولوسوك وأيسلندا بطائرات داش 7، بموجب الإتفاق المبرم بين أيسلندا والحكومة.

تقلص نشاط الشركة مع تقلص نشاط التنقيب في المناجم حتى أغلق بعضها مثل منجم إيفتوت عام 1987 ومنجم ماموريليك عام 1990، مما أثر في اقتصاد جرينلاند بشكلٍ عام. مع تحسن الوضع الاقتصادي مدت شبكة المطارات الإقليمية مع مطار سيسيميوت ومطار مانيتسوك وبُني مطار آسيات في وسط غرب البلاد ومطار كارسوت ومطار آبرناويك في الشمال الغربي.
اشترت جرونلاندزفلاي طائرتها النفاثة الأولى من طراز بوينغ 757-200 والتي بدأت العمل في مايو 1998. سُميت الطائرة باسم كانونوجواك (بالجرينلاندية: Kunuunnguaq) تكريماً لمكتشف جرينلاند عالم الأجناس كنود راسموسن، الذي له تمثل نصفي في محطة وصول الطائرة.

### عقد 2000

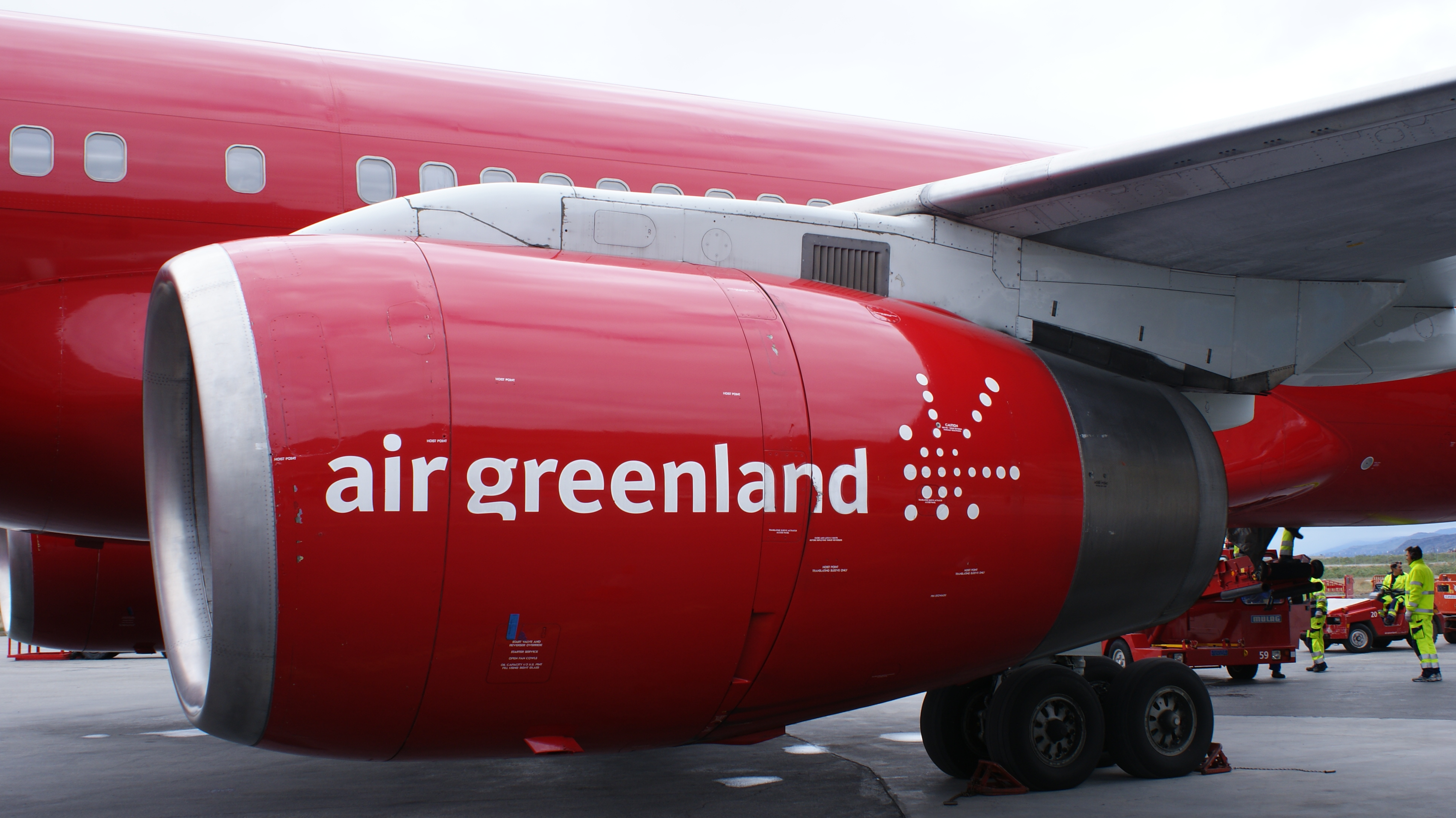
شعار طيران جرينلاند الجديد على محرك 757-200 في مطار كانجيرلوسواك.

بدأت الشركة بتجديد أسطولها مع بداية الألفية وأخرجت العديد من مروحيات إس 61 و206 خارج الخدمة، واستبدلتها بـ بيل 212 إس ويوروكوبتر إيه إس 350 إس. بدأت الشركة في انتهاج سياسة جديدة تسببت في إقالة المدير التنفيذي بيتر فيش، والذي ثبت أنه غير قادر على تحقيق التوازن بين تحقيق خدمة جيدة للركاب الجرينلانديين المحليين ومطالب الحكومة بتوسيع قاعدة السياحة مع خفض الأسعار وارتفاع الأرباح. فاستبدل المدير التنفيذي السابق بمدير جديد من فنلندا. أعلنت جرونلاندزفلاي أن خسارتها بلغت 30 مليون كرونة دنماركية بالرغم من التزامها بالتعاقدات رغم الخسارة خاصةً أثناء إضراب دمر الموسم السياحي الصيفي، ورداً على ذلك تصدت الشركة لمطالب حكومة الحكم الذاتي بجرينلاند المتمثلة في رفع رسوم الرحلات وخفض الدعم. غيرت الشركة اسمها ليصبح باللغة الإنجليزية طيران جرينلاند «إير جرينلاند» (بالإنجليزية: Air Greenland)‏ واعتمدت شعار جديد لذلك ودهان جديد للطائرات في 18 أبريل 2002.
غادر الرئيس التنفيذي الشركة لشغل منصب رئيس شركة ميرسك للطيران، وحل محله فليمنغ كنودسون في عام 2003. ثم افتتحت طيران جرينلاند خط طيران جديد من كوبنهاغن إلى أكوريري في أيسلندا، واستمرت الخدمة 6 سنوات ثم توقفت. وأيضاً في نفس العام تخلت الخطوط الجوية الإسكندنافية عن سوق الطران الجرينلاندني، مما اضطر شركة طيران جرينلاند لشراء طائرة جديدة من نوع إيرباس إيه 300-200 واسمته نورساك (بالجرينلاندية: Norsaq). أعادت الخطوط الجوية إسكندنافية خط جرينلاند من جديد لفترة وجيزة في ذروة الموسم السياحي لعام 2007، وأوقفته مرة أخرى في يناير 2009. ردت طيران جرينلاند عقدها مع القوات الجوية الأمريكية لخدمة المسافرين من وإلى قاعدة ثول الجوية بعد الانسحاب الأول للخطوط الاسكندنافية من السوق، على أن يمتد هذا العقد حتى فبراير 2004، ثم جدد مرة أخرى عام 2008 لمدة 5 سنوات أخرى.
لم تعد شركة الخطوط الجوية الإسكندنافية (ساس) لمكانتها السابقة في السوق قبل خروجها. اشترت طيران جرينلاند في 28 يوليو عام 2006 الفرع الجرينلاندي لشركة ألفا الدنماركية للطيران، وهي طيران ألفا جرينلاند، وبدأت طائرات ألفا الجرينلاندية بالتحليق في خطوط طيران خليج ديسكو شرق جرينلاند، واستخدمت مروحيات من نوع بيل 222 لنقل الركاب من مطار نيرليرت إلى مهبط إيتوكورتورمت.
فنُقل فليمنغ كنودسون لرئاسة نادي الصيد الملكي في عام 2007، ومن ثم تعاقدت الشركة مع مايكل بينزار لقيادة الشركة نحو مزيد من الاستغلال التجارى والاكتفاء الذاتي عام 2012 كما هو معلن عنه في خطة السهم 2012 (بالجرينلاندية: Qarsoq) التي أعدتها الشركة لتكون في حال أفضل. أعلنت الخطوط الجوية الإسكندنافية (ساس) عن نيتها في بيع أسهمها في طيران جرينلاند في 13 يونيو من نفس العام، وذلك في خطوة لإعادة هيكلة الشركة، ولكنها أعلنت في وقتٍ لاحق عام 2012 أنها لم تجد أي مشترين لحصتها من الشركة. أعلنت الشركة في 1 أكتوبر 2007 عن تفعيل خدمة حجز التذاكر إلكترونيًا.
بدأت الشركة في توفير خط جديدة في نفس العام وهو خط طيران مباشر إلى مطار بالتيمور واشنطن الدولي بالولايات المتحدة الأمريكية، وذلك بعد حادثة مفادها أن 60 ساحاً أمريكيا تقطعت بهم سبل العودة إلى بلادهم أثناء إضراب عام لموظفي طيران جرينلاند، مما جعل الشركة ترفض إجراء ترتيبات بديلة لعودتهم. وبعد ذلك تراجعت مبيعات تذاكر هذا الخط حتى أغلق نهائياً في مارس 2008. تقرر إعادة خط الطيران مع إيكالويت في نونافوت بشمال كندا أواخر 2009 لكن أجل تنفيذ هذا القرار. أظهرت الإحصاءات أن الشركة نقلت حوالي 399,000 في عام 2009.

### عقد 2010

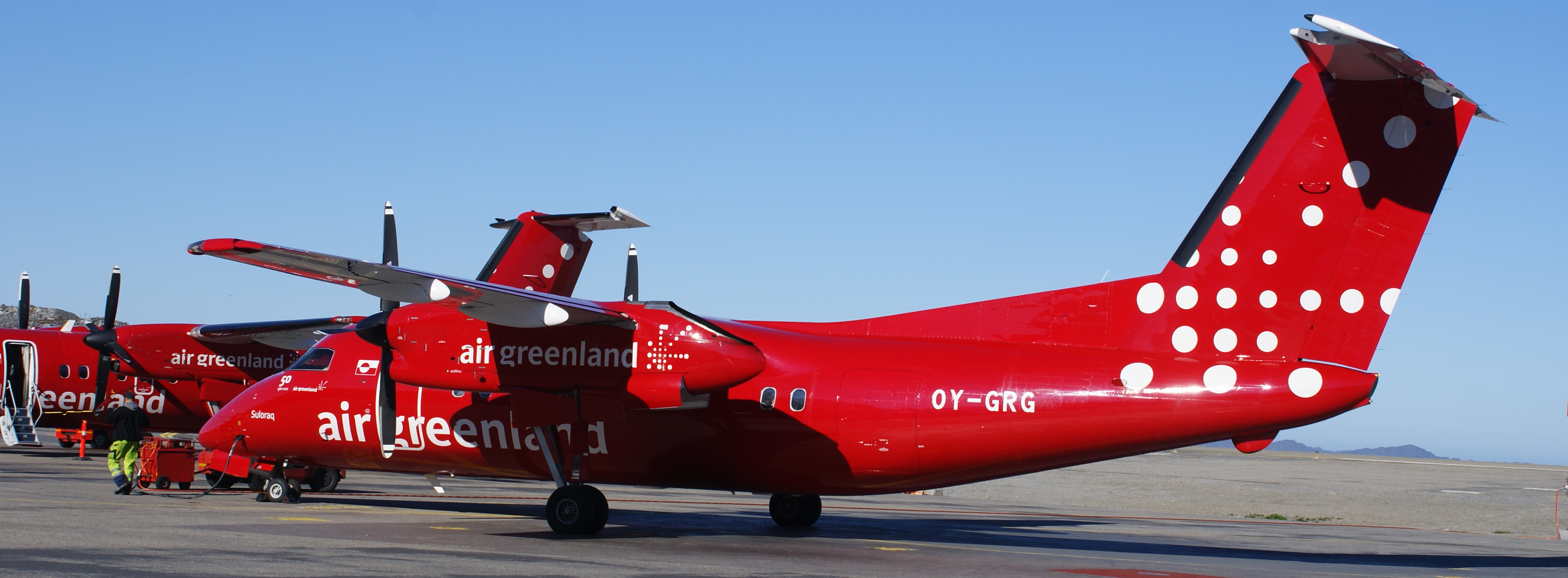
أضافت طيران جرينلاند إلى أسطولها طائرات داش 8 ذات المحركات التوربينية، وتستخدم في الرحلات المجدولة والمستأجرة.

قلصت الشركة عدد رحلاتها الجوية مع بداية هذا العقد، كما علقت مشاركتها مع الخطوط الجوية الإسكندنافية في برنامج المسافر الدائم يوروبونس (بالإنجليزية: EuroBonus)‏. وعلقت خط طيران نارسارسواك إلى كوبنهاغن المباشر في عام 2011.
كان من المخطط للشركة أن توسع  رحلاتها داخل جرينلاند بسبب التنافس مع طيران أيسلندا والتي تدير من مطار ريكيافيك رحلات جوية لنوك ونوارسارسواك وإيلوليسات والساحل الشرقي الجرينلاندي. وكانت تسيطر وقتها على 15% من سوق الطيران في جرينلاند. ولأجل ذلك افتتحت طيران جرينلاند خط طيران مباشر بين مطار نوك ومطار كيفلافيك في أيسلندا. افتتح من جديد مناجم مارمويليك في نوفمبر 2010 نتيجة لتطور التنكولوجيا مع ارتفاع أسعار السلع الأساسية، مع احتمالية أن المنجم سيعمل لمدة 50 عاماً قادمة. كان من المتوقع أن الشركة ستعيد رحلات الإمداد للمناجم باستخدام مروحيات بيل 212، لكن هذا لم يحدث
احتفلت شركة طيران جرينلاند بمرور 10 سنوات على الإقلاع الأول للطائرة إيرباص إيه 330-200 في 9 نوفمبر 2012، وتتميز بأنها تقدم تذاكر طيران بأقل من 3000 كرونة دنماركية على الخط الواصل بين كانجرلوسواك وكوبنهاغن. انضمت طيران جرينلاند إلى رابطة شركات الطيران الأوروبية في يوليو 2015.

### عقد 2020
تأثرت طيران جرينلاند بانخفاض عدد الرحلات الأسبوعية في جائحة فيروس كورونا مثل معظم شركات الطيران. لكن كان هذا الانخفاض أقل حدة مقارنةً بالشركات الأخرى بسبب الموقع النائي لجرينلاند. استأنفت طيران جرينلاند رحلاتها الموسمية المباشرة بين إيكالويت ونوك في يونيو 2024 وهي رحلة أسبوعية حتى أكتوبر 2024. تُشارك هذه الرحلات بالرمز مع الخطوط الجوية الكندية الشمالية وحدث ذلك تسهيل ربط الركاب القادمين من رحلات الشمال الكندي من كوجواك ومونتريال وأوتاوا.
أطلقت شركة طيران جرينلاند مسارات جديدة في عام 2023 تربط بين كانجيرلوسواك وبيلوند وألبورغ باستخدام طائرة بوينغ 737 مستأجرة من شركة جيت تايم. كما أطلقت خط جديد بين نارساك وبيلوند. قررت حكومة جرينلاند توسيع مطاري نوك وإيلوليسات في عام 2015، ليصبح طول مدراجي المطار 2,200 متر وإنشاء صالات جديدة ومحطات خدمية. تمثل هذه المطارات الجديدة تغييرًا كبيرًا في قطاع الطيران في جرينلاند سواء من حيث المنافسة أو هيكل المسارات.
افتتح مطار نوك الجديد في نوفمبر 2024 بعد إطالة المدرج وبناء صالات جديدة. قامت شركة طيران جرينلاند بنقل مركز عملياتها الدولي والمحلي إلى مطار نوك بعد الافتتاح، وأصبحت طائرتها الرائدة إيرباص إيه 330-800 تعمل الآن على خط نوك كوبنهاغن. أوقفت الشركة في نوفمبر 2024 الرحلات من كانغيرلوسواك إلى من آسيات ومانيتسوق.
كما ستحول المسارات الموسمية إلى آلبورغ وبيلوند إلى مطار نوك في صيف 2025، كما ستتوقف رحلة خط نوك بيلوند في مطار كيفلافيك الدولي لتعزيز اتصال جرينلاند بأيسلندا. أعلنت طيران جرينلاند وأيسلندا للطيران عن اتفاقيات تبادل الرموز ستبدأ في صيف 2025 وهي أول اتفاقية شاملة من هذا النوع تعقدها طيران جرينلاند.

## وجهات الطيران

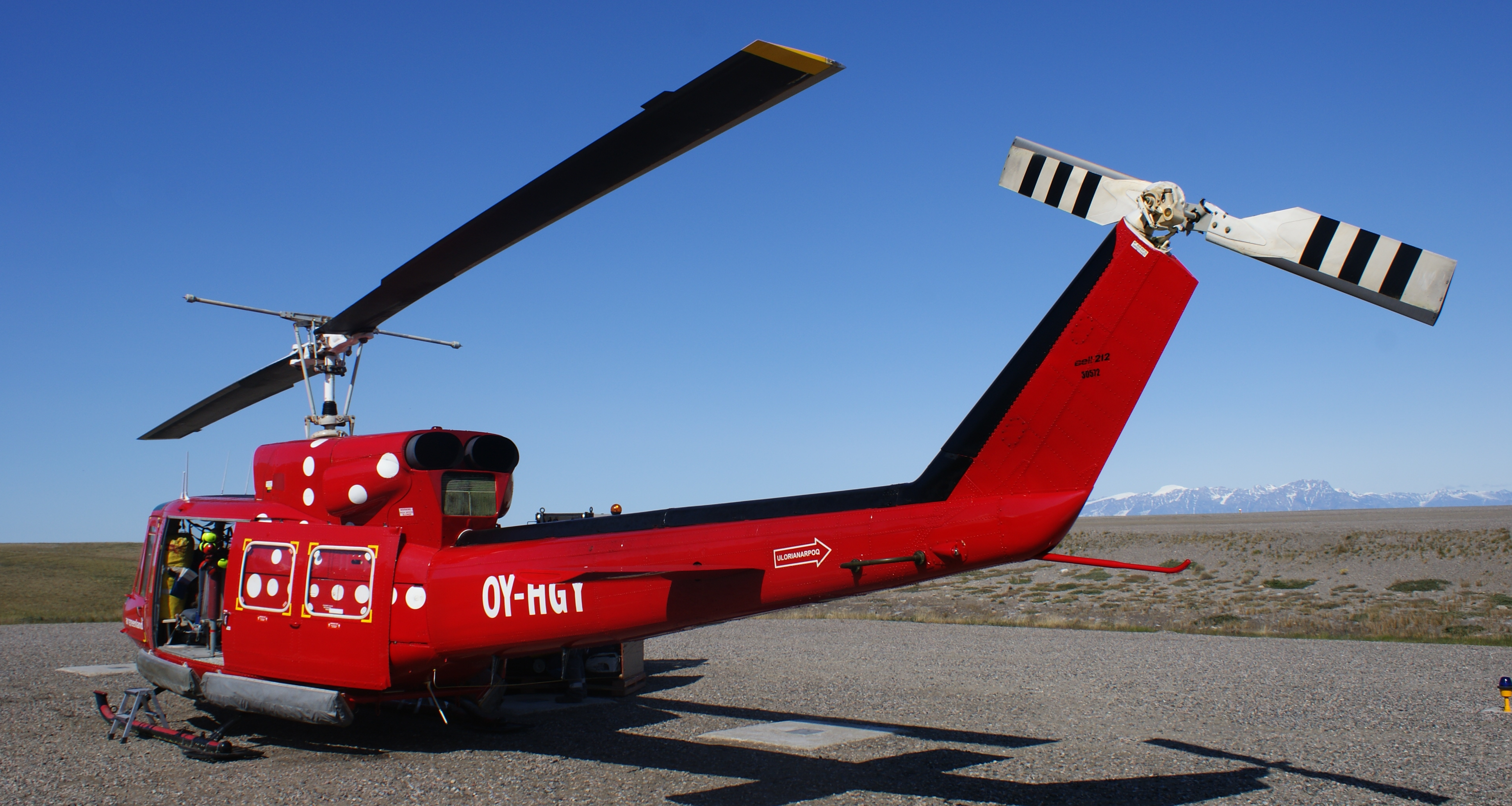
مروحيات بيل 212 تقوم برحلات مكوكية بين مهابط المروحيات والمطارات الإقليمية في أنحاء البلاد.

شبكة الوجهات الداخلية لطيران جرينلاند في 1 مايو 2010 (المطارات فقط بحسب رموز مطارات اتحاد النقل الجوي الدولي "إياتا").

تشمل وجهات شركة طيران جرينلاند 12 مطار مدني محلي داخل جرينلاند. تشغل الشركة حاليا رحلات عبر المحيط الأطلنطي إلى مطار كيفلافيك الدولي في أيسلندا ومطار كوبنهاغن في الدنمارك، ورحلات موسمية إلى بيلوند وآلبروغ بالدنمارك وإيكالويت في كندا.
مطار نوك هو المركز المحلي والدولي لشركة طيران جرينلاند بعد افتتاح توسعة وتطوير المطار في عام 2024. هناك مطارين آخرين بجرينلاند قادرين على خدمة الطائرات الكبيرة وهما مطار كانجرلوسواك ومطار نارسارسواك، وقد بنهما سلاح الجو الأمريكي كقواعد عسكرية خلال الحرب العالمية الثانية، يستقبل المطارين حتى الآن رحلات عبر المحيط الأطلنطي.
تقدم طيران جرينلاند خدمة الطيران بالمروحيات للمجتمعات العمرانية الصغير عبر شبكة من 45 مهبط للمروحيات، وخطوط الطيران مربوطة بمراكزها في مطار آبرناويك في أرخبيل آبرناويك شمال غرب جرينلاند، وفي مهبط أوماناك بمنطقة مضيق أوماناك شمال غرب البلاد، وفي مطار إيلوليسات ومطار آسيات في المنطقة المطلة على خليج ديسكو غرب جرينلاند. وفي مهابط مروحيات كاكورتوك ونانورتاليك بجنوب البلاد، ومهبط مروحيات تاسيليك في الجنوب الشرقي. من أصل 45 مهبط مروحيات مستخدمة في البلاد، 8 مهابط منها تعد رئيسية وملحق بكل منهم مدرج للمطار ومبنى خاص وموظفين موجودين بشكل دائم، في حين أن المهابط الأخرى غير ممهدة؛ ومناطق الهبوط مغطاة بالحصى أو العشب.
المطار المدني الوحيد الذي لا تُسير له شركة طيران جرينلاند رحلات بطائرات ثابتة الجناحين هو مطار نيرلريت إينات، تتولى شركة طيران نورلاند تسير رحلات بطائرات ثابتة الجناحين من المطار إلى أيسلندا، بينما تتولى طيران جرينلاند النقل المحلي باستخدام المروحيات إلى المدن الكبرى الأخرب في البلاد.
تقدم شركة طيران جرينلاند خدمات الرحلات للركاب إلى المطارات التالية اعتباراً من 2025:
| المدينة             | رمز المطار | رمز المطار | اسم المطار           | ملحوظات                |
| المدينة             | إياتا      | إيكاو      | اسم المطار           | ملحوظات                |
| ------------------- | ---------- | ---------- | -------------------- | ---------------------- |
| جرينلاند            |            |            |                      |                        |
| آسيات               | JEG        | BGAA       | مطار آسيات           |                        |
| إيلوليسات           | JAV        | BGJN       | مطار إيلوليسات       |                        |
| كانجرلوسواك         | SFJ        | BGSF       | مطار كانجرلوسواك     |                        |
| كولوسوك             | KUS        | BGKK       | مطار كولوسوك         |                        |
| مانيتسوك            | JSU        | BGMQ       | مطار مانيتسوك        |                        |
| نارسارسواك          | UAK        | BGBW       | مطار نارسارسواك      |                        |
| نوك                 | GOH        | BGGH       | مطار نوك             |                        |
| باميوت              | JFR        | BGPT       | مطار باميوت          |                        |
| بيتوفيك             | THU        | BGTL       | قاعدة ثول الجوية     | [ 46 ]                 |
| كاناك               | NAQ        | BGQQ       | مطار كاناك           |                        |
| كارسوت              | JQA        | BGUQ       | مطار كارسوت          |                        |
| سيسيميوت            | JHS        | BGSS       | مطار سيسيميوت        |                        |
| آبرناويك            | JUV        | BGUK       | مطار آبرناويك        |                        |
| الدنمارك            |            |            |                      |                        |
| كوبنهاغن            | CPH        | EKCH       | مطار كوبنهاغن        |                        |
| بيلوند              | BLL        | EKBI       | مطار بيلوند          | موسمي                  |
| آلبورغ              | AAL        | EKYT       | مطار آلبورغ          | موسمي                  |
| آيسلندا             |            |            |                      |                        |
| ريكيافيك - كيفلافيك | KEF        | BIKF       | مطار كيفلافيك الدولي | [ 47 ]                 |
| كندا                |            |            |                      |                        |
| إيكالويت            | YFB        | CYFB       | مطار إيكالويت        | موسمي، عاد في صيف 2024 |

### اتفاقيات تبادل الرموز
طيران جرينلاند لديها اتفاق لتبادل الرموز [الإنجليزية] مع شركات:
- DAT (الدنمارك)[49]
- طيران آيسلندا (دولي)[45][50]
- الخطوط الجوية الإسكندنافية (دولي)[51]

### رحلات إلى المستوطنات
توفر شركة طيران جرينلاند رحلات بالمروحيات لمعظم المستوطنات في جرينلاند. وذلك باتفاق موثّق بعقد مع حكومة جرينلاند، وبدعم وتنسيق من قِبل وزارة الإسكان والبنية التحتية للنقل. لا يوجد جدول زمني محدد للرحلات إلى هذه المستوطنات، لكن تتوافر خدمة الحجز المسبق.
أوقات انطلاق هذه الرحلات هي تقديرية، مع توافر خدمة استقرار الطائرة لحين توافر طلب محلي على يوم معين. أما الرحلات إلى مستوطنات على خليج ديسكو فهي فريدة من نوعها، لأنه يتم تشغيل خط الطيران خلال فصلي الشتاء والربيع فقط، لأن في خلال فصلي الصيف والخريف يمكن للمسافرين الاعتماد على النقل البحري والتي تقدمها شركة ديسكولاين [الإنجليزية]، وتقدم خدمة النقل بالعبارات بتعاقد مع الحكومة، ومقر هذه الشركة في إيلوليسات.

## الأسطول

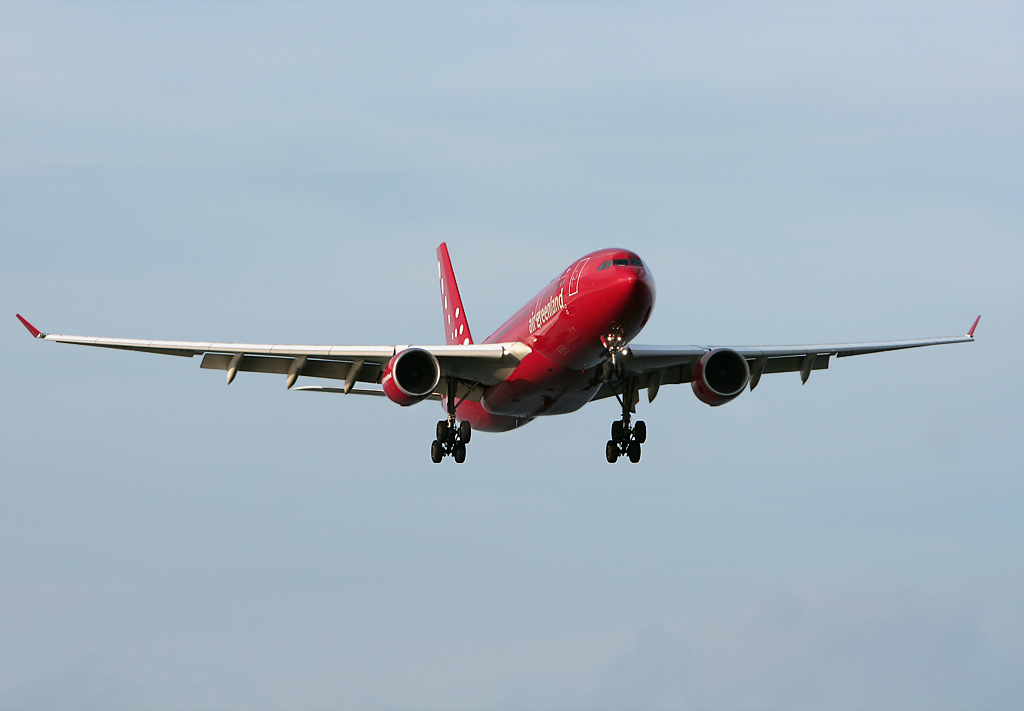
الطائرة نورساك، إيرباص إيه 330-22 تهبط في مطار كوبنهاغن.

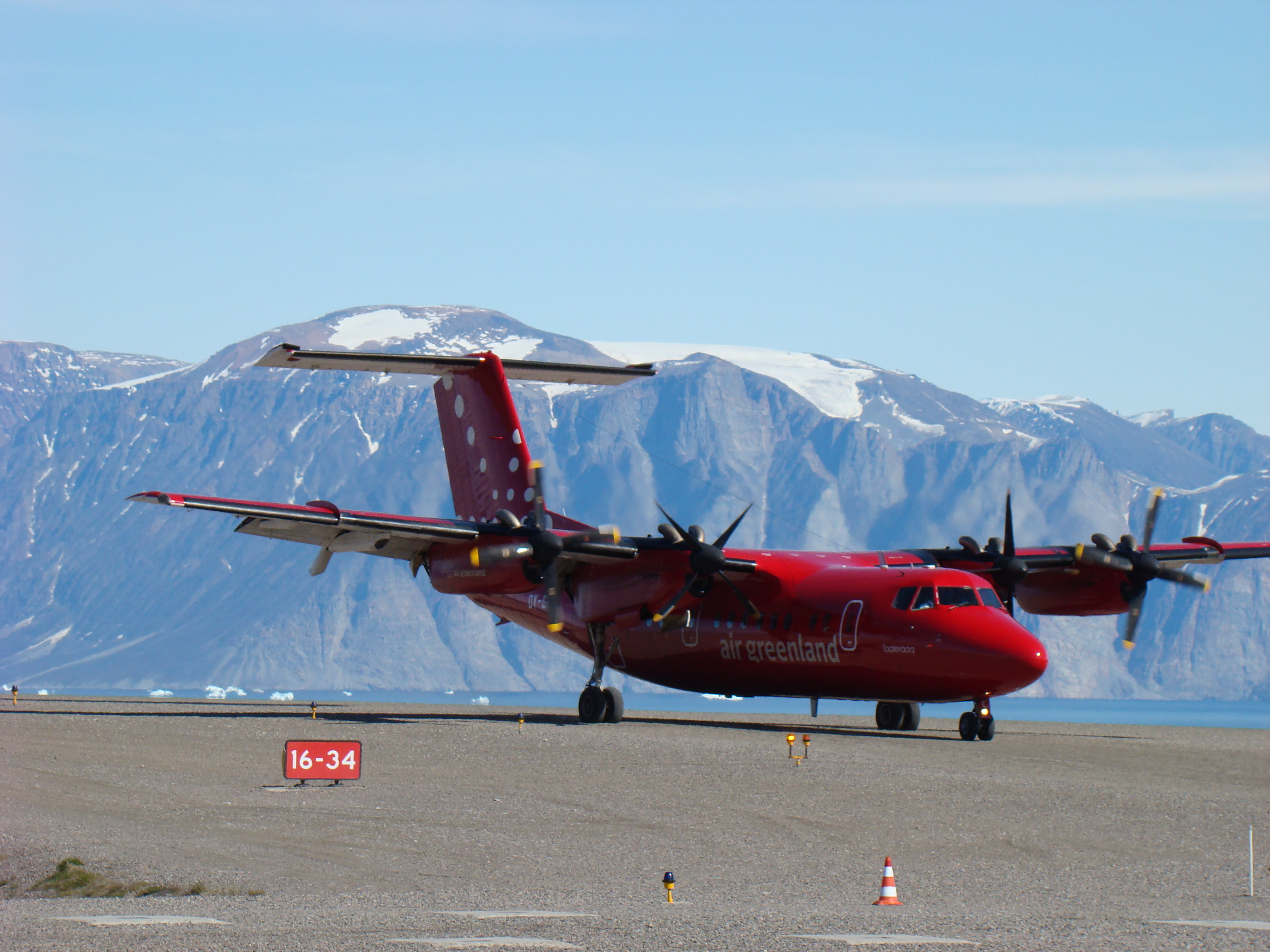
طائرة داش 7 هبطت في مطار كارسوت.

تشغل شركة طيران جرينلاند أسطول طائرات ثابتة الجناحين وأسطول آخر من المروحيات مكوناً ما مجموعه 32 طائرة ومروحية اعتبارا من يناير 2025.

### أسطول طائرات ثابتة الجناحين
أحدث طائرات الشركة هي إيرباص إيه 330-800 التي تسلمتها الشركة في عام 2022. أما الطائرة الرئيسية لعمليات شركة الطيران فهي  طائرة دي هافيلاند كندا داش 7 التي تعمل على جميع الخطوط الملاحية الجوية بالبلاد. ويتم تمييز طائرات هذا النوع من الطائرات بفن الإسكيمو خاصةً على أبواب قمرات القيادة، مثل كتابة أسماء مثل: بابيكاك (بالجرينلاندية: Papikkaaq) وتعني الذيل الكبير، ونيبيكي (بالجرينلاندية: Nipiki) وتعني الصامت، ومينيكي (بالجرينلاندية: Minnike) وتعني مركبة الهبوط القصير، وسابانجاج (بالجرينلاندية: Sapangaq) وتعني لؤلؤة. حصلت الشركة في 2010 على طائرات داش الأولى. تستأجر طيران جرينلاند أيضا عدد من الطائرات من جيت تايم لتشغيل الرحلات الموسمية.
تُشغل الشركة الطائرات التالية اعتبارا من يناير 2025:
| الطائرة                                 | في الخدمة | الطلبات | الركاب | الركاب | الركاب  | ملاحظات |
| الطائرة                                 | في الخدمة | الطلبات | د.ر.أ  | د.ا    | المجموع | ملاحظات |
| --------------------------------------- | --------- | ------- | ------ | ------ | ------- | ------- |
| إيرباص إيه 330-800                      | 1         | —       | 42     | 263    | 305     | [ 57 ]  |
| بيتشكرافت سوبر كينغ إير بي 200 كينغ إير | 2         | —       | —      | —      | 8       |         |
| دي هافيلاند كندا داش 8-200              | 7         | —       | —      | 37     | 37      |         |
| الإجمالي                                | 10        | —       |        |        |         |         |

### أسطول المروحيات

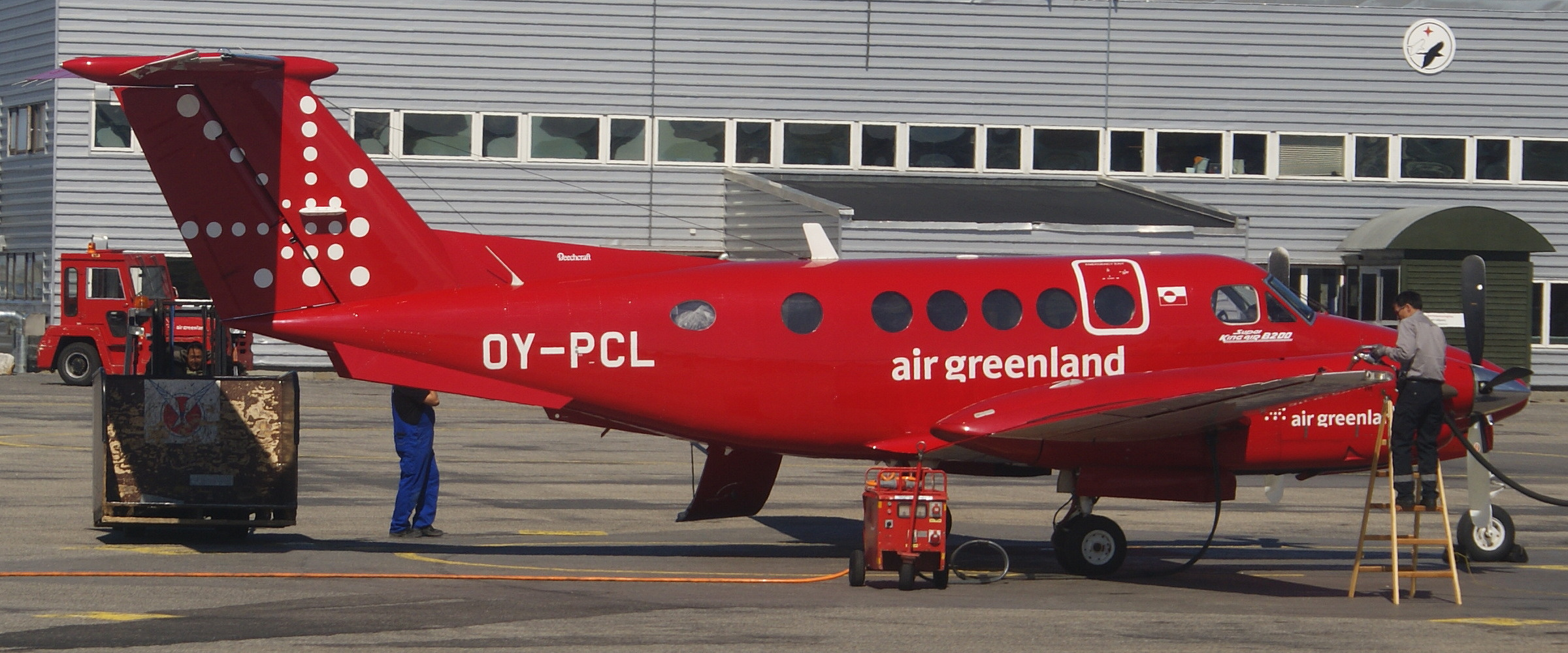
طائرة بيتشكرافت سوبر كينغ إير تخضع للصيانة في مطار نوك.

يوروكوبتر إي سي 155 هي المروحية الأساسية المستخدمة في الرحلات الجوية إلى قرى المقاطعة.
1. ↑  الطائرة قادرة على حمل ما يصل إلى 19 راكبًا، إلا أنها تستخدم عادةً لعمليات البحث والإنقاذ فيمكنها استيعاب ما يصل إلى 6 نقالات.[59]

### الأسطول التاريخي
تتمركز أقدم مروحيات سيكورسكي إس 61 إن في مطار إيلوليسات ومهبط كاكورتوك ولها القدرة على استيعاب 25 راكباً. استخدمت إس 61 بجنوب جرينلاند لنقل الركاب القادمون من كوبنهاغن إلى مطار نارسارسواك. كانت الشركة تملك طائرة من طراز بوينغ 757 ثم باعتها في أبريل 2010. كانت شركة طيران جرينلاند (جرونلاندزفلاي سابقاً) تستخدم هذه الطائرات:
- إيروسباسيال ألويت الثالثة
- إيرباص إيه 330
- بيل 212
- بيل 204/205
- بيل 206
- بوينغ 757
- سيسنا 172
- سيسنا سايتايشن II
- دي هافيلاند كندا دي إتش سي 6 توين أوتر
- دي هافيلاند كندا داش 7
- دوغلاس دي سي-3
- دوغلاس دي سي-4
- دوغلاس دي سي-6
- إم دي 500
- كونسوليديتد بي بي واي كاتالينا
- بايبر بيه إيه-18
- بايبر بيه إيه-31 نافاجو
- سيكورسكي إتش-19تشيكاساو
- سيكورسكي إتش-34
- سيكورسكي إس-61

## استئجار الطائرات

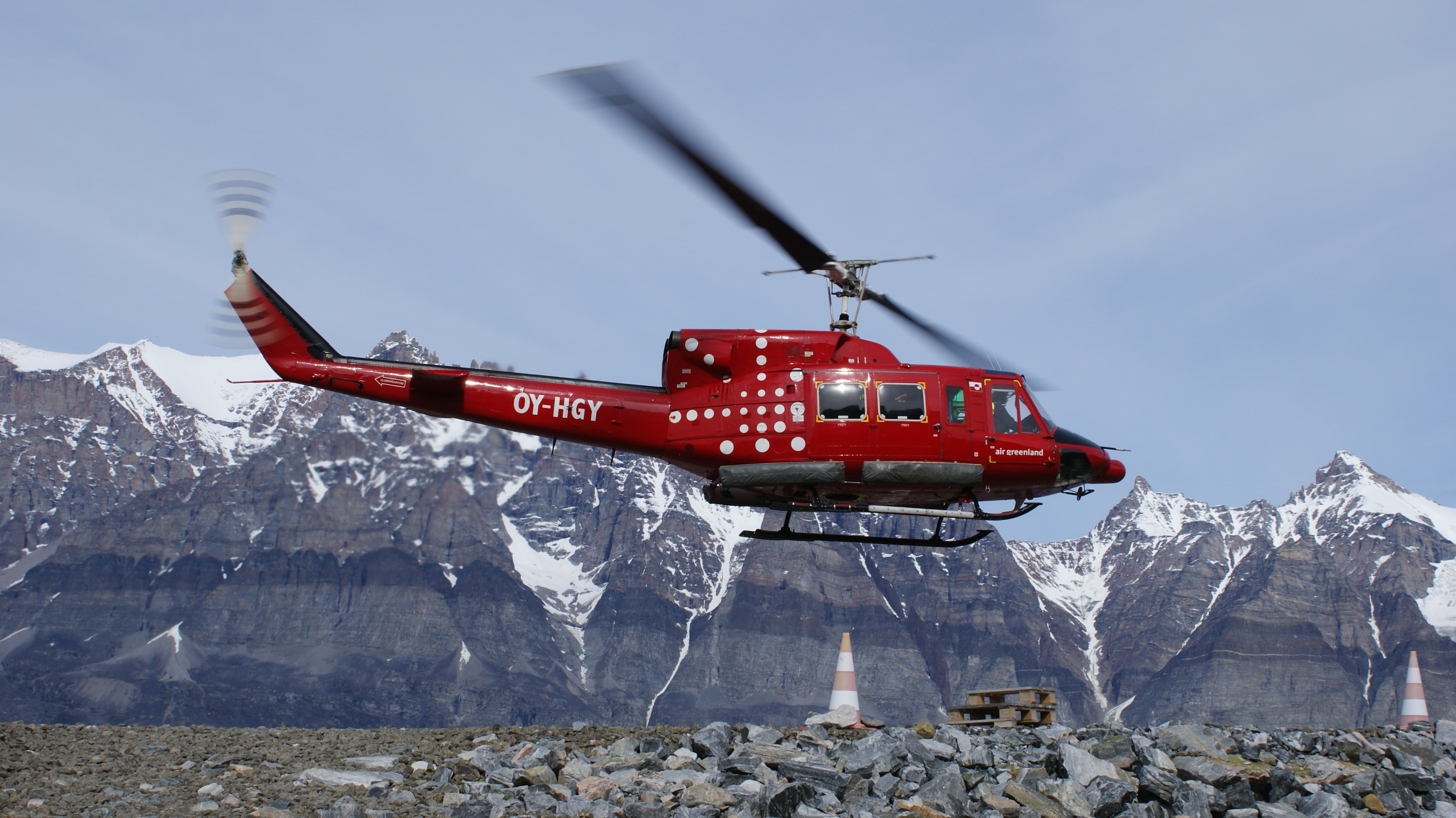
مروحية بيل 212 تستخدم في الرحلات التجارة وأنشطة التعدين.

هناك وحدة خاصة للإيجار في شركة طيران جرينلاند، والمسؤول عنها هو هانز بيتر هانسن، ويعمل معه 8 أشخاص تحت تصرفهم 13 مروحية و3 طائرات ثابتة الجناحين. تُؤجر هذه الطائرات للقيام برحلات إلى وجهات سياحية في أوروبا وآسيا وأفريقيا.
تستخدم مروحيات إيه إس 350 للرحلات الخاصة مثل البحث والإنقاذ والإسعاف الجوي، ورحلات الإمدادات إلى مواقع التعدين ومحطات البحوث على الغطاء الجليدي بجرينلاند، وكذلك الرحلات إلى قاعدة ثول الجوية باللإتفاق مع سلاح الجو الأمريكي. وخلال موسم الصيف، مع تزايد حركة النشاط السياحي، يتم استكمال طاقم المروحيات بإستئجار خدمات طيارين غير تابعين لشركات طيران من النرويج والسويد.
وتشمل الرحلات المستأجرة الأخرى خدمة النقل لتسهيل الصناعة والبحث عن مصادر طاقة، مثل تسهيل التنقيب عن النفط أو عمل مسح لمحطات توليد الطاقة الكهرومائية، وكذلك لتسهيل إنجاز البحوث البيئية المتعلقة بالحيوانات القطبية الشمالية مثل الدب القطبي.

## الهيكل الإداري

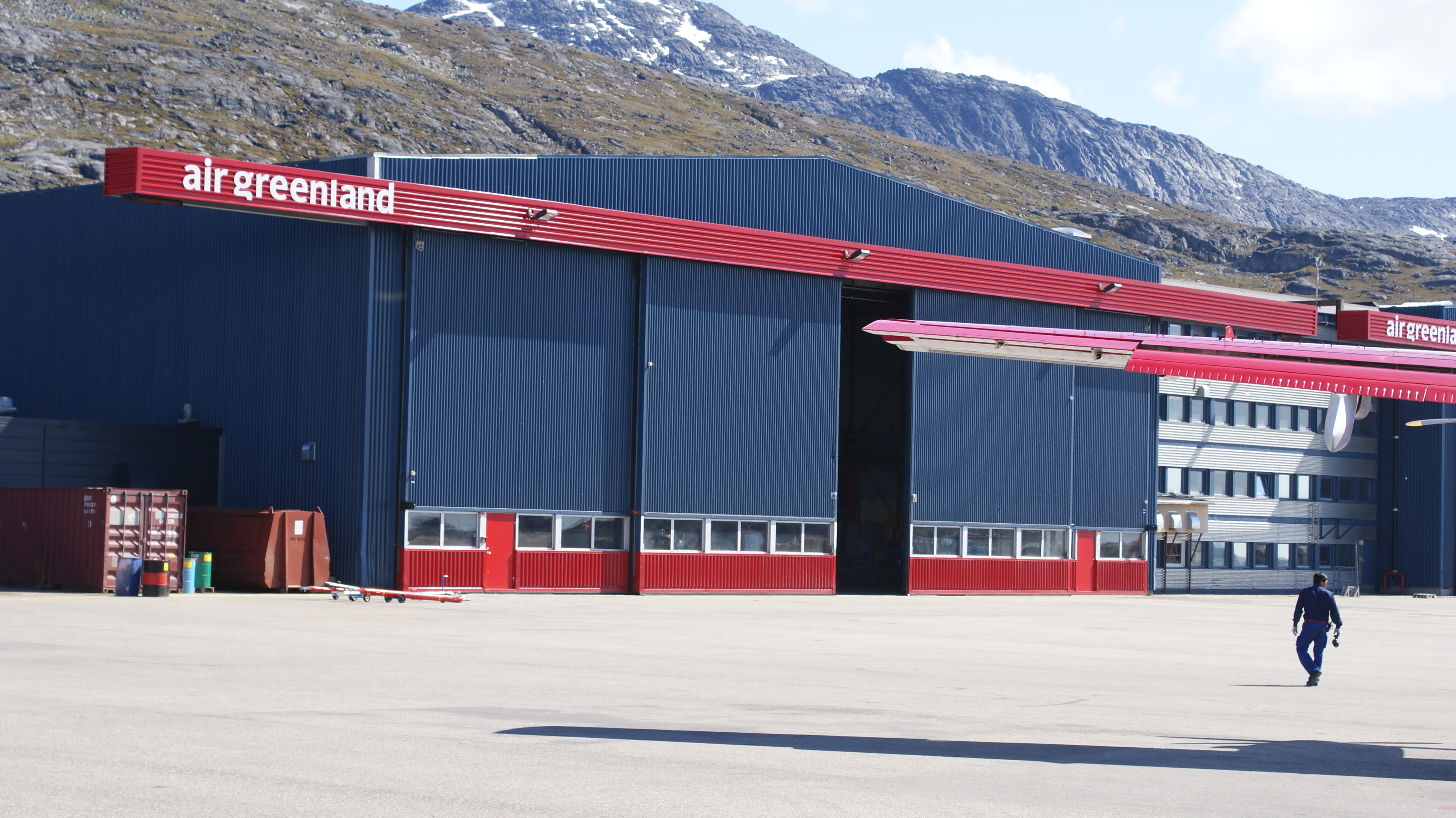
حظائر طائرات تابعة لطيران جرينلاند في مطار نوك.

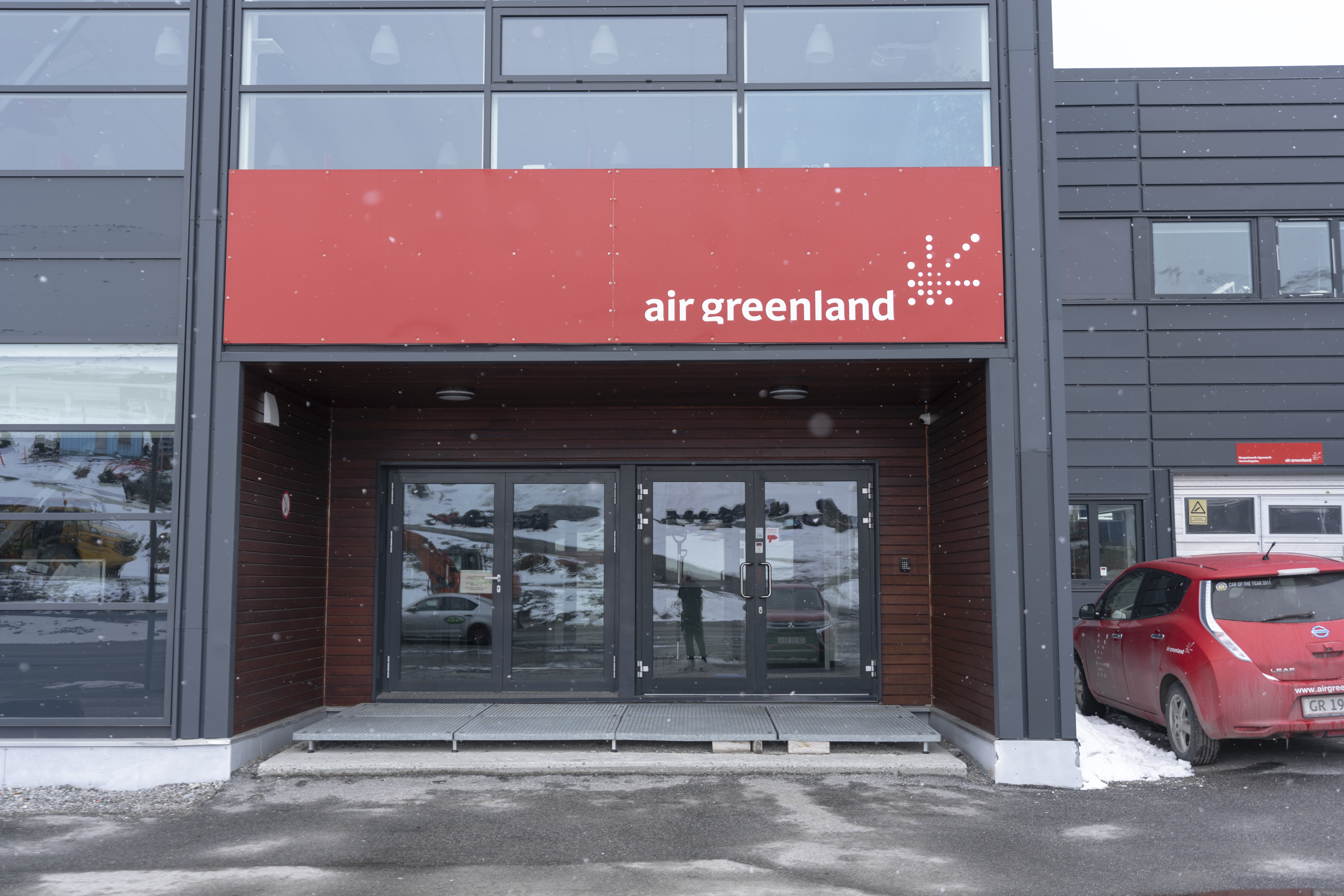
المقر الرئيسي لشركة طيران جرينلاند في نوك

الشركة هي شركة عامة محدودة تمتلك حكومة جرينلاند 100% من أسهم الشركة، وقد كانت في السابق تمتلك حكومة جرينلاند والخطوط الجوية الإسكندنافية حصة 37.5% لكل منهما، وتمتلك مملكة الدنمارك الـ 25% المتبقية من الأسهم. تشرف وزارة الإسكان والبنية التحتية للنقل تشرف على تطوير صناعة النقل في جرينلاند  هيئة المطارات في جرينلاند هي التي تسيطر عليها الخدمات الإلزامية وضريبة المطار وسياسات التسعير، والصلات البحرية، وتنمية السياحة، ويًسمح لحكومة جرينلاند بالتحكم في الشركة على الرغم من الشركاء الآخرين.
الرئيس الحالي هو السيد مالك هيغلوند أولسن منذ مايو 2024، ونائب الرئيس هو السيد ستين جنسن منذ 2020، الرئيس التنفيذي للشركة هو جاكوب نيتر سورنسن منذ يناير 2017. مدينة نوك هي المقر الرئيسي لطيران جرينلاند، ويعمل بالشركة 668 موظفاً حسب إحصاء ديسمبر 2009. وتقع القاعدة التقنية للشركة الطيران في مطار نوك.

## الشركات التابعة
وزارة البنية التحتية والإسكان والنقل تشرف على تطوير قطاع النقل في جرينلاند ولها تأثير مباشر على القرارات المتعلقة بالشركات التابعة، بما في ذلك الضرائب وسياسة تسعير الرحلات الجوية وتسيير خدمة العبارات التي تكمّل شبكة المطارات ومهابط المروحيات، وبما في ذلك قرارات تتعلق بإستراتيجية التنمية السياحية بالبلاد.

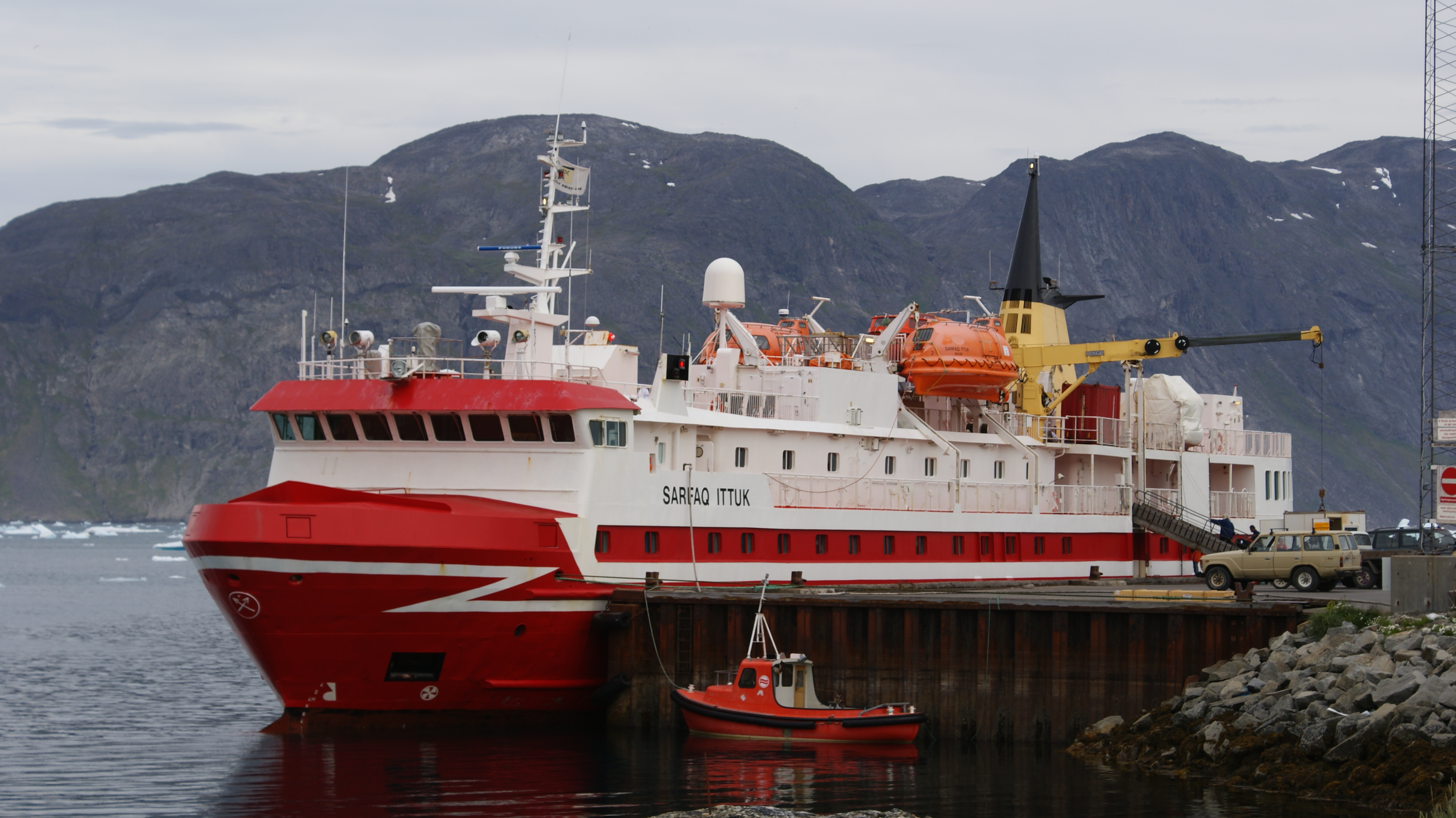
العبارة سارفاك إتوك.

### خط أومياك القطبي الشمالي
كانت شركة طيران جرينلاند تشارك في امتلاك خط أومياك القطبي الشمالي مع الخط الملكي القطبي الشمالي بنسبة 50% لكل منهما، حتى باعت الشركة حصتها من الخط لشركة خط رويال أركتيك. أومياك القطب الشمالي تدير السفينة سارفاك إتوك بين مراكز العمران الساحلية من إيلوليسات في الشمال حتى نارساك في الجنوب.
كانت هذه السفينة غير جالبة للربح منذ إطلاقها سنة 2006، كانت حكومة جرينلاند تقدم دعماً سنوياً بقيمة 5 ملايين كرونة دنماركية. ومنذ عام 2007 وبدأت هذه الشركة العمل في إطار العجز المالي، مما أدى إلى رفع دعوى قضائية من قبل الرئيس التنفيذي سورين أندرسن (بالدنماركية: Søren Andersen) بسبب سوء الإدارة. وساء الحال أكثر وأكثر مما جعل الشركة تستقبل عدداً أقل من المعدل السابق للركاب عام 2009 مقارنة بالعام 2008. مما جعل الحكومة تقدم شركاء آخرين مع ضمانها للخسارة المحتملة خلال عام 2011، مما يتيح للشركة التابعة المواصلة في العمل، وكان العجز في 2011 يبلغ 1.8 مليون كرونة دنماركية. أعلنت شركة طيران جرينلاند عن خطط لتصفية أسهمها في 16 مارس 2010، وفعلًا باعت الشركة أسهمها في عام 2016.

### السياحة

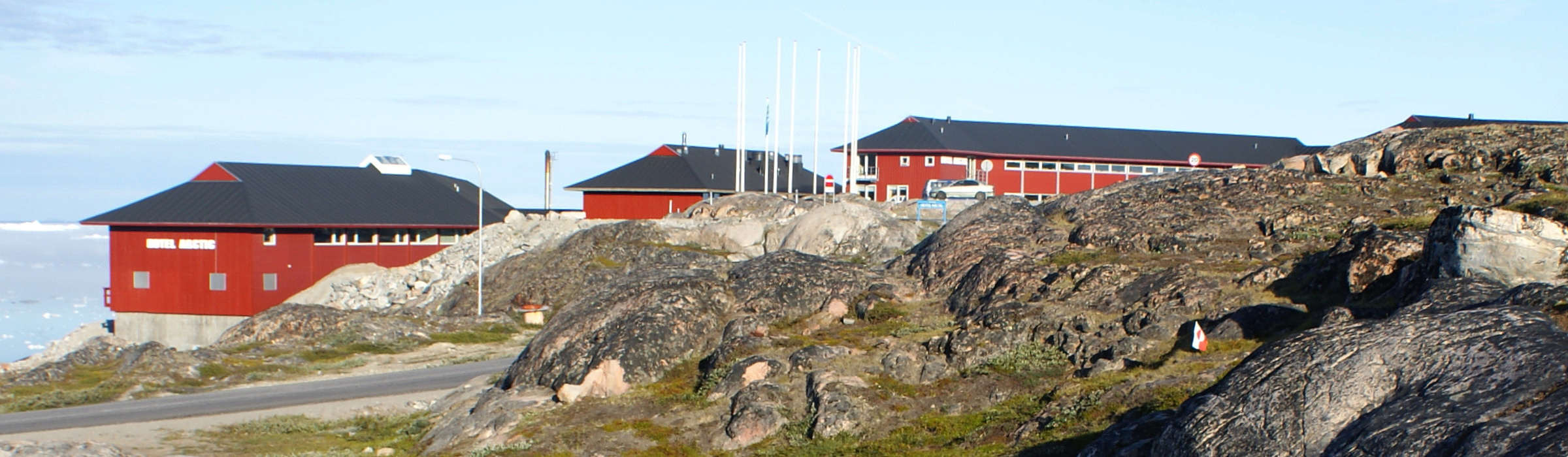
فندق القطب الشمالي في إيلوليسات.

تمتلك طيران جرينلاند فندق القطب الشمالي بالكامل، وهو فندق 4 نجوم ملحق به وكالة للسفريات في إيلوليسات. يقع الفندق على بعد 2.7 كم (1.7 ميل) شمال مضيق إيلوليسات، وهي منطقة مصنفة كأحد مواقع التراث العالمي من قِبل منظمة الأمم المتحدة للتربية والعلم والثقافة (اليونسكو)، وبُني الفندق عام 1984 بعد فترة وجيزة من افتتاح مطار إيلوليسات، وذلك لاستعياب السياح من ركاب طيران جرينلاند. والفندق يقع على طريق المطار.
الفندق بدوره يمتلك جزئياً شركة وورلد أوف جرينلاند أي عالم جرينلاند (بالإنجليزية: World of Greenland)‏، وهي شركة مقرها أيضاً في إيلوليسات. تملك طيران جرينلاند أيضاً شركة جرينلاند ترافل (بالإنجليزية: Greenland Travel)‏، وهي وكالة سفريات مقرها في كوبنهاغن.

## الخدمة

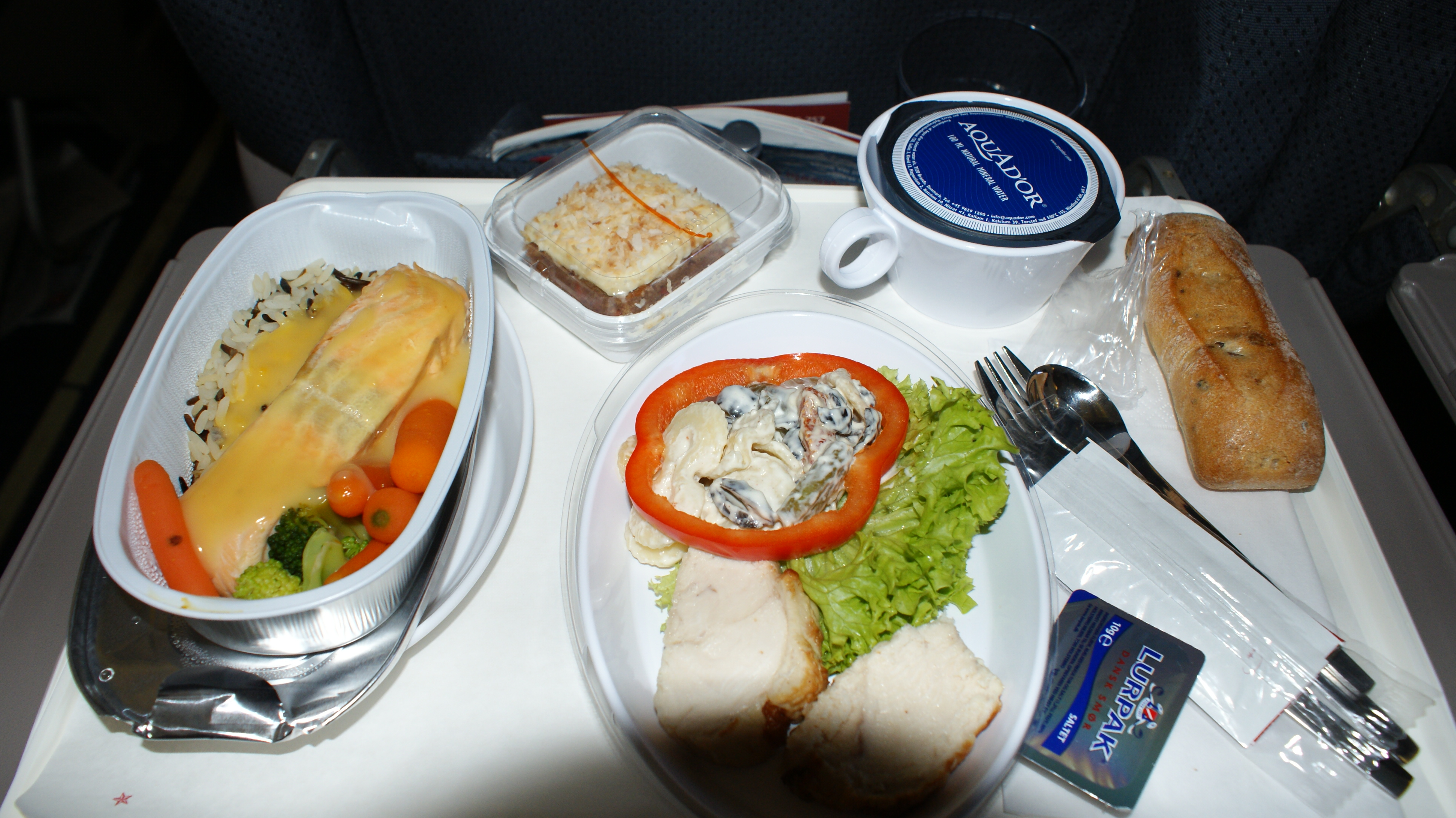
تقديم الطعام في الدرجة السياحية على متن الطائرة عبر المحيط الأطلسي من كوبنهاغن إلى كانجرلوسواك.

#### الدرجة السياحية
توفر طيران جرينلاند مرونة مقيدة لركاب الدرجة السياحية على جميع الرحلات على متن الطائرات الثابتة الجناحين، مع تقديم وجبات خفيفة ومشروبات مجانية. في الرحلات عبر المحيط الأطلنطي إلى كوبنهاغن، سواء على الدرجة السياحية ودرجة رجال الأعمال، تُقدّم الوجبات على متن الطائرة لجميع الدرجات. أيضاً تنشر طيران جرينلاند مجلة ربع سنوية باسم سولوك (بالجرينلاندية: Suluk) والتي تعني «الجناح»، والتي تقدّم معلومات عامة حول الأحداث الجارية السياسية والثقافية في جرينلاند بجانب أخبار خاصة بالشركة.

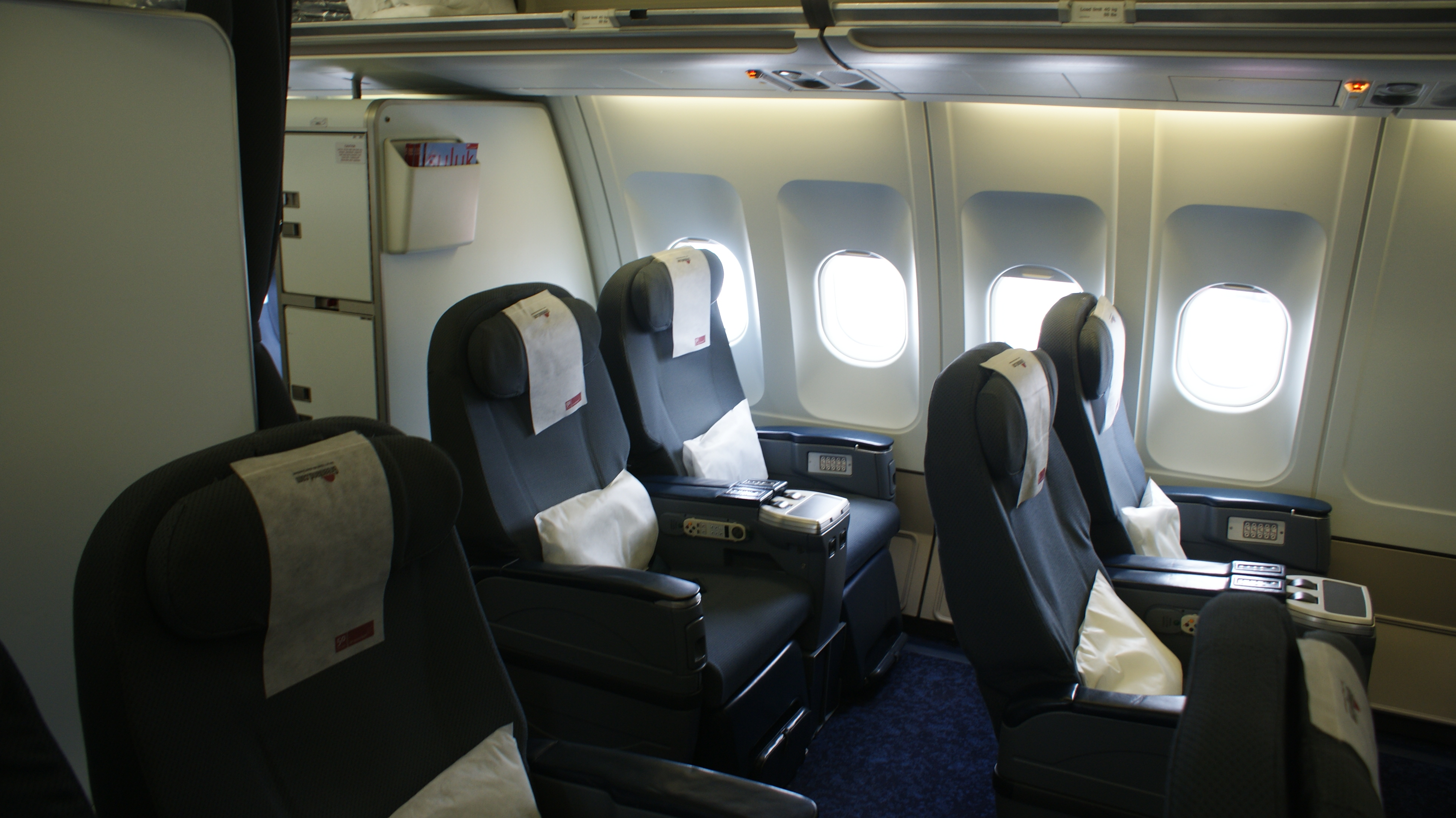
درجة رجال الأعمال.

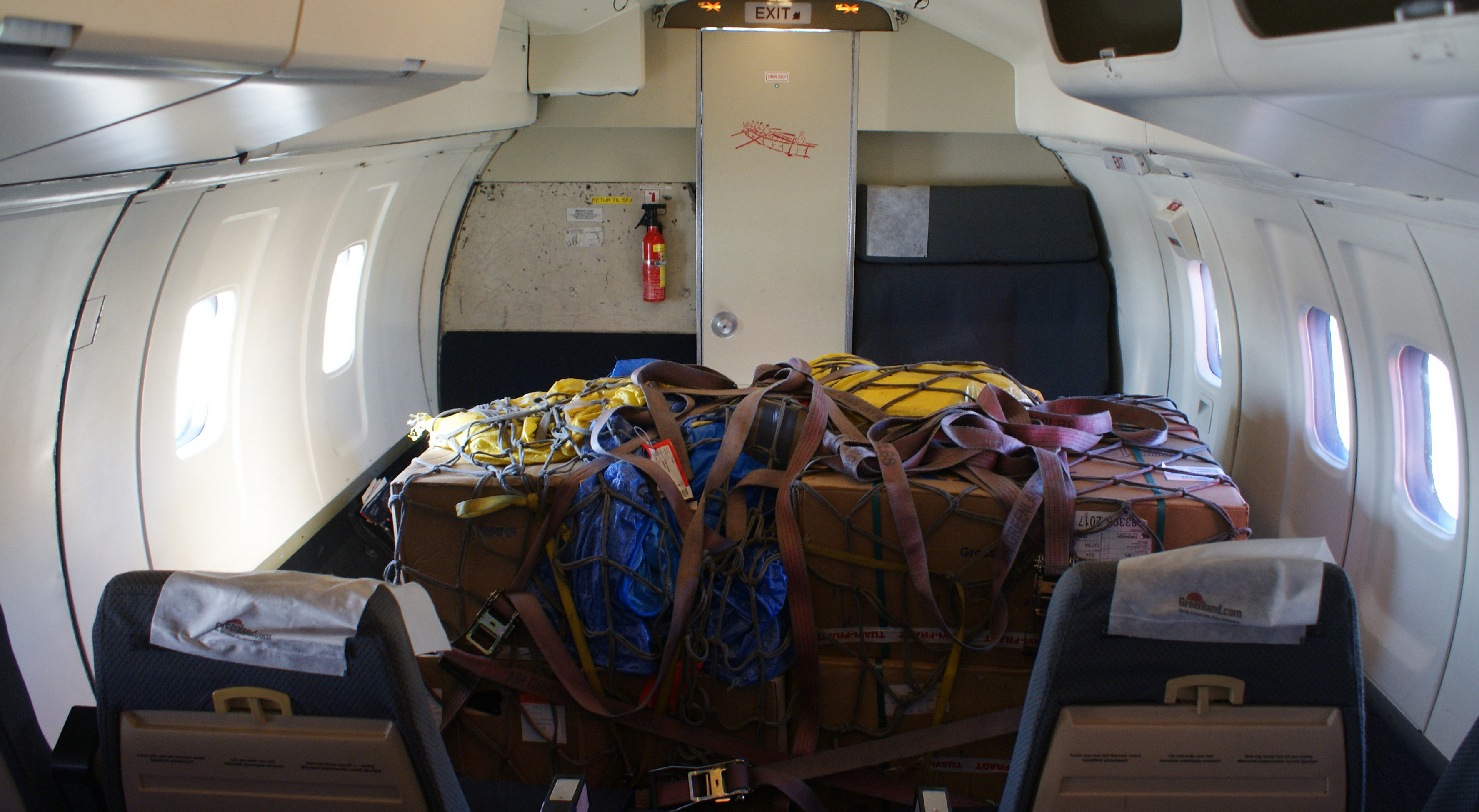
قسم الشحن يوجد في القسم الأمامي من مقصورة الركاب بطائرة داش 7.

#### درجة رجال الأعمال
درجة رجال الأعمال المرنة تُسمّى «درجة نانوك»، ونانوك تعني بالجرينلاندية الدب القطبي. وهذا العرض يكون على متن طائرات إيرباص إيه 330-200. وتشتمل هذه الدرجة على خدمات مميزة للراكب، مثل توافر شاشة الفيديو الخاصة، ومصدر طاقة خاص لكل مقعد، ووسادات للراحة وبطانيات، ومجموعات مختارة من الصحف. ركاب هذه الدرجة يمكنهم استخدام صالة درجة رجال الأعمال في مطار كوبنهاغن. هناك 42 مقعد من درجة رجال الأعمال على طائرة إيرباص إيه 330-800، مرتبة في تكوين 2-3-2.

## الحوادث

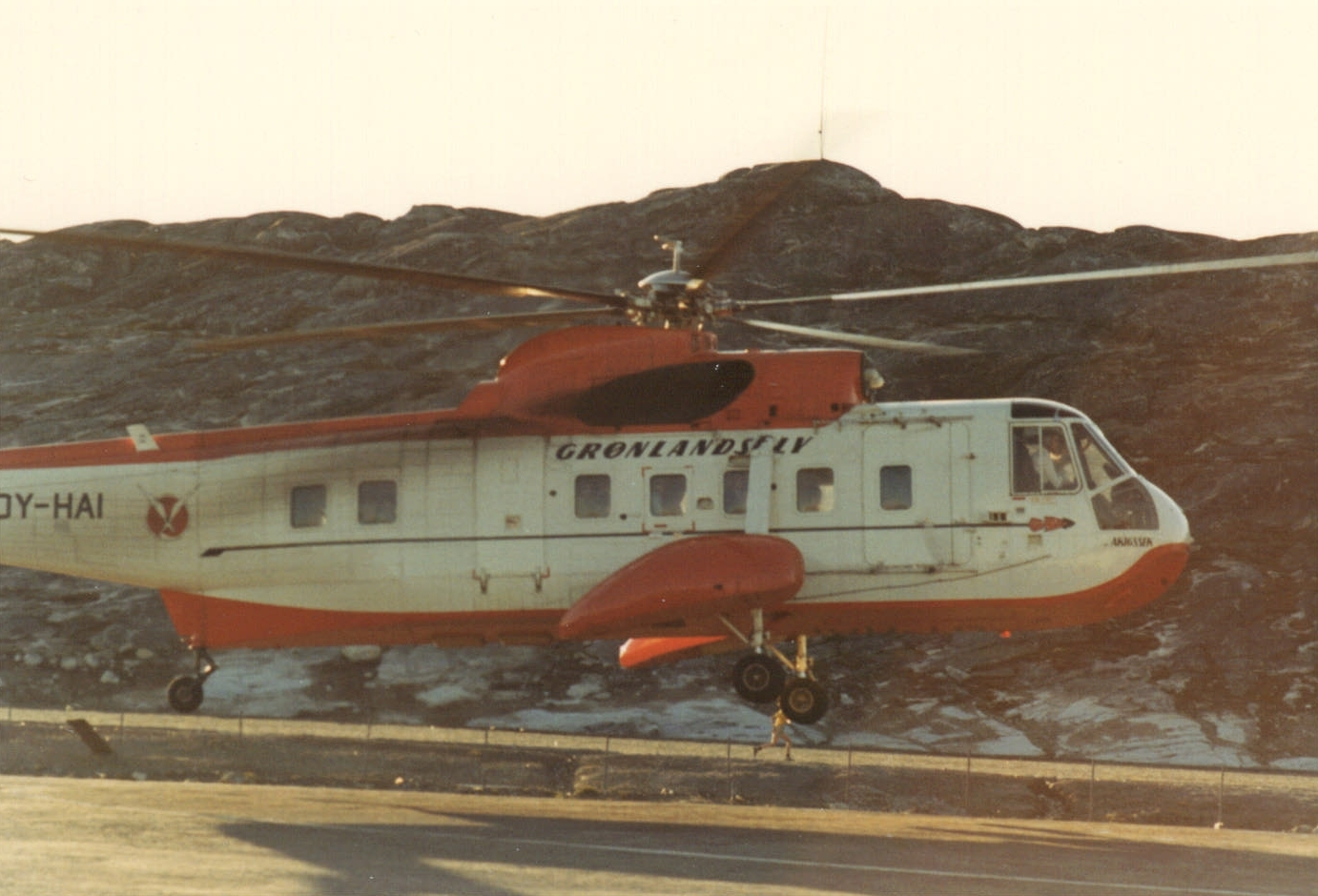
المروحية أكيجسيك في مهبط نوك، وقد صورت قبل أشهر فقط من الحادث.

- في 29 أغسطس 1961، تحطمت طائرة أوتر دي إتش سي 3 (بتسجيل CF-MEX) على بعد 20 كيلومترا (12 ميل) من كانجرلوسواك. وكانت الطائرة في طريقها إلى مطار آسيات في رحلة من الرحلات غير المنتظمة، فقد تسرب الوقود عندما كانت في مطار كانجرلوسواك، مما تسبب في حريق على متن الطائرة. قتل أحد الطيارين، بينما نجا الطيار الآخر والركاب الأربعة الآخرين.[81]
- في 12 مايو 1962، تحطمت طائرة بي بي واي كاتالينا (بتسجيل CF-IHA) خلال هبوطها في مطار نوك. الحادث نتج عن عطل ميكانيكي في أبواب العجلة، فقد أعيقت عن الإغلاق أثناء الهبوط على المياه، مما أدى إلى غرق الطائرة. قتل في الحادث 15 شخصاً من أصل 21 شخصاً كانوا على متنها.[82]
- في 25 أكتوبر 1973، تحطمت مروحية من نوع أكيجسيك إس 61 إن (بتسجيل OY-HAI)، على بعد 40 كيلومتراً (25 ميل) جنوب نوك، مما أدى إلى فقدان 15 شخصاً. وكانت الطائرة في طريقها إلى باميوت من نوك. وكانت نفس المروحية قبل سنتين من الحادثة هبطت اضطرارياً في منطقة المضيق البحري بكانجرلوسواك، نتيجة لخروج لهب مزدوج من المحركات نتيجة دخول الجليد في المحركات.[83]
- في 7 يونيو 2008، تحطمت مروحية يوروكوبتر إيه إس 350 على مدرج مطار نوك.[84] ولم تقع أية إصابات رغم تضرر المروحية أضرارًا لا يُمكن إصلاحها.[84][85]
- في 29 يناير 2014، تعرضت رحلة طيران جرينلاند رقم 3205 وهي طائرة من طراز داش 8-Q202 تابعة لشركة طيران جرينلاند (تسجيل OY-GRI) لحادث على مدرج مطار إيلوليسات (BGJN) في جرينلاند.[86] انطلقت الرحلة من مطار كانجرلوسواك (BGSF) في جرينلاند وانحرفت عن الجانب الأيسر لمدرج مطار إيلوليسات وهبطت من ارتفاع يتراوح بين 10 إلى 15 مترًا (33-49 قدمًا) واستقرت على أرض صخرية على بعد حوالي 25 مترًا من المدرج. نُقل أربعة ركاب إلى المستشفى لمتابعة حالتهم بدون وقوع وفيات أو إصابات خطيرة. لم تصلح الطائرة.[86]